# Scopula blandula
Scopula blandula là một loài bướm đêm trong họ Geometridae.